# Абсорбшен-костинг
Абсорбшен-костинг (метод полного поглощения затрат, англ. absorption costing) — метод учёта затрат и система калькуляции себестоимости готовой продукции и товарно-материальных запасов с полным распределением затрат.

## Определение
Английский профессор Колин Друри определяет абсорбшен-костинг как систему калькуляции себестоимости с полным распределением затрат.
Все затраты производства распределяются на выпускаемые продукты, а запасы нереализованной продукции оцениваются по совокупным затратам на их производство. Непроизводственные затраты не распределяются на продукцию, а относятся непосредственно на финансовый результат периода и исключаются из оценки товарно-материальных запасов.

## Критика
Использование калькуляции себестоимости продукции методом директ-костинг не позволяет принимать решения при ценообразовании продукции лишь на основе переменных затрат, так как при этом общий уровень маржинального дохода может не покрыть постоянные затраты предприятия. Однако и при методе абсорбшен-костинг, когда распределяются все затраты часто не удаётся угадать с фактической ставкой распределения накладных расходов (фактический объём продаж часто ниже плановых показателей). Тяга топ-менеджеров при ценообразовании продукции игнорировать собственный уровень постоянных затрат имеет место вне системы учёта затрат.
Использование калькуляции себестоимости продукции методом абсорбшен-костинг не позволяет предприятию в случае ярко выраженной сезонности продаж собственной продукции фиксировать убытки при спаде (в период наращивания запасов) и повышенную прибыль при росте (в период активных продаж) как при методе директ-костинг (когда все постоянные затраты списываются в периоде, а лишь переменные затраты фиксируются на балансе). Стоимость товарно-материальных запасов на балансе таким образом отражает фактическую ситуацию.
Считается, что постоянные производственные затраты — это важный элемент себестоимости продукции, и они должны быть отнесены на себестоимость единицы продукции и включены в оценку запасов. Цепочка ценности продукции дополняется благодаря постоянным производственным накладным расходам.
Считается, что калькуляция себестоимости продукции методом стандарт-костинг как и абсорбшен-костинг позволяет связать их с внешними финансовыми отчётами предприятия. Финансовый результат предприятия будет сопоставим с калькуляцией продукции, умноженной на количество реализованной, и таким образом внутренняя и внешняя отчётность предприятия будет понятна внешним пользователям.